# Горбуша (Богородський міський округ)
Горбу́ша (рос. Горбуша) — селище у складі Богородського міського округу Московської області, Росія.

## Населення
Населення — 343 особи (2010; 422 у 2002).
Національний склад (станом на 2002 рік):
- росіяни — 84 %